# Bahnstrecke Mirow–Rechlin
| Abzweigstelle Starsow an der Bahnstrecke Wittenberge–Strasburg (April 2010) |                                           |                               |                               |
| Streckennummer (DB): | 6794                                      |                               |                               |
| Kursbuchstrecke: | 100k (1934) 120b (1944, 1946) 120a (1967) |                               |                               |
| Streckenlänge: | 11,5 km                                   |                               |                               |
| Spurweite: | 1435 mm (Normalspur)                      |                               |                               |
| |                                           |                               |                               |
| \| \| \| von Neustrelitz \| \| \| \| 8,9 \| Mirow (zuvor Bf) \| Mirow (zuvor Bf) \| \| \| 7,2 0,0 \| Abzw. Starsow \| Abzw. Starsow \| \| \| \| nach Wittstock \| \| \| \| 4,0 \| Lärz \| Lärz \| \| \| \| Mirower Kanal \| \| \| \| 6,6 \| Lärz Kanal \| Lärz Kanal \| \| \| 9,8 \| Rechlin (früher Ellerholz) \| Rechlin (früher Ellerholz) \| \| \| 10,9 \| Kohlegleis / Bundeswehr-Depot \| Kohlegleis / Bundeswehr-Depot \| \| \| 11,5 \| Rechlin Nord (früher Rechlin) \| Rechlin Nord (früher Rechlin) \| |                                           |                               |                               |
| Strecke |                                           | von Neustrelitz               | von Neustrelitz               |
| Haltepunkt / Haltestelle Strecke ab hier außer Betrieb | 8,9                                       | Mirow (zuvor Bf)              | Mirow (zuvor Bf)              |
| Blockstelle (Strecke außer Betrieb) | 7,2 0,0                                   | Abzw. Starsow                 | Abzw. Starsow                 |
| Abzweig geradeaus und nach links (Strecke außer Betrieb) |                                           | nach Wittstock                | nach Wittstock                |
| Bahnhof (Strecke außer Betrieb) | 4,0                                       | Lärz                          | Lärz                          |
| Brücke über Wasserlauf (Strecke außer Betrieb) |                                           | Mirower Kanal                 | Mirower Kanal                 |
| Blockstelle (Strecke außer Betrieb) | 6,6                                       | Lärz Kanal                    | Lärz Kanal                    |
| Bahnhof (Strecke außer Betrieb) | 9,8                                       | Rechlin (früher Ellerholz)    | Rechlin (früher Ellerholz)    |
| Abzweig geradeaus und nach rechts (Strecke außer Betrieb) | 10,9                                      | Kohlegleis / Bundeswehr-Depot | Kohlegleis / Bundeswehr-Depot |
| Betriebs-/Güterbahnhof Streckenende (Strecke außer Betrieb) | 11,5                                      | Rechlin Nord (früher Rechlin) | Rechlin Nord (früher Rechlin) |

Die Bahnstrecke Mirow–Rechlin war eine 11,5 Kilometer lange, eingleisige, nicht elektrifizierte und mittlerweile abgebaute Eisenbahnstrecke in Mecklenburg-Vorpommern von der Abzweigstelle Starsow bis nach Rechlin. Die Strecke wurde überwiegend militärisch genutzt. 

## Geschichte
Die Bahnstrecke wurde als Verbindung zum Flugplatz Ellerholz geplant und 1918 fertiggestellt. 1922 oder 1924 wurde sie für den Personenverkehr geöffnet. 1933 erfolgte noch eine Verlängerung nach Rechlin (später Nord). 1944 verkehrten täglich vier Zugpaare, dazu ein durchgehendes Zugpaar Neustrelitz Süd–Rechlin für die Beschäftigten der Erprobungsstelle Rechlin. Am 28. Mai 1967 wurde der Personenverkehr eingestellt, der Güterverkehr am 31. Dezember 2001. Die Strecke war schon am 1. Juni 1996 stillgelegt und seitdem nur noch als Bahnhofsgleis genutzt worden. 2007 wurde die Strecke abgebaut, nachdem Pläne einer touristischen Nutzung gescheitert waren. Auf Teilen der Strecke verläuft heute ein Radweg.